# 星薫
星薫（ほし　かおる、女性、1952年- ）は、日本の心理学者。放送大学客員准教授。

## 人物
1952年東京都生まれ。1974年慶應義塾大学文学部心理学専攻卒業。1976年慶應義塾大学大学院社会学研究科博士前期課程修了。1979年同博士後期課程満期退学。専攻は心理学。1983年放送大学助教授、2007年同准教授、2015年放送大学東京文京学習センター客員准教授、2023年4月より現職。

## 著書

### 単著
- 『物忘れの心理学』近代文芸社新書 2005
- 『となりの心理学(放送大学叢書)』左右社 2020

### 共著・編著
- 『認知と思考』中川大倫共編著 放送大学教育振興会 1989
- 『発達段階の心理学』宮川知彰共編著 放送大学教育振興会 1990
- 『子供の世界』宮澤康人共編著 放送大学教育振興会 1992
- 『認知心理学』小谷津孝明共著 放送大学教育振興会 1992 改訂版1996
- 『老年心理学』荒井保男共編著 放送大学教育振興会 1994
- 『労働と生活の心理学――フィールド研究の方法』越河六郎共編著 放送大学教育振興会 2001
- 『心理学初歩』辻敬一郎共編著 放送大学教育振興会 2002
- 『老年期の心理と病理』竹中星郎共編著 放送大学教育振興会 2002
- 『心理学入門』山口勧,青木紀久代共著 放送大学教育振興会 2006
- 『教育と心理の巨人たち』岩永雅也共編著 放送大学教育振興会 2010
- 『生涯発達心理学研究』編著 放送大学教育振興会 2011
- 『心理学概論』森津太子共著 放送大学教育振興会 2012
- 『発達科学の先人たち』岩永雅也共編著 放送大学教育振興会 2016
- 『危機の心理学』森津太子共著 放送大学教育振興会 2017
- 『成人発達心理学』編著 放送大学教育振興会 2017

## 論文
- Cinii